# Ворон (стихотворение)
«Во́рон» (англ. The Raven) — самое известное стихотворение Эдгара Аллана По, впервые опубликованное 29 января 1845 года в нью-йоркской ежедневной газете «Evening Mirror». Отличающееся музыкальностью, художественной выразительностью и мистической атмосферой, оно повествует о таинственном визите говорящего ворона к убитому горем молодому человеку, потерявшему свою возлюбленную. В ответ на вопросы, полные отчаяния и надежды, ворон повторяет слово «nevermore» («больше никогда»), чем усугубляет душевные муки героя. Стихотворение содержит некоторые отсылки к фольклору, мифологии и Античности.
В эссе «Философия творчества» Эдгар По подробно изложил процесс написания «Ворона», подчеркнув его методичность и строгий логический подход. При этом главной целью, по словам автора, было создание произведения, которое придётся по душе как критикам, так и рядовым читателям. Одним из вероятных источников вдохновения По стал роман Чарльза Диккенса «Барнеби Радж», главный герой которого имел говорящего ворона. С точки зрения формы стиха, в частности строфики и метрики, «Ворон» не является уникальным произведением, — они в значительной мере позаимствованы у стихотворения Элизабет Браунинг «Сватовство Леди Джеральдины» (англ. Lady Geraldine's Courtship).
Вскоре после публикации «Ворон» принёс По огромный успех у читателей, сделав его общенациональной знаменитостью. Стихотворение перепечатало множество изданий по всей Америке, его цитировали, иллюстрировали и многократно пародировали. Несмотря на то, что мнения критиков по поводу «Ворона» разошлись, он остаётся одним из самых известных стихотворений в мировой литературе, оказавшим значительное влияние на массовую культуру.

## Сюжет
Как-то в полночь, в час угрюмый, полный тягостною думой,

Над старинными томами я склонялся в полусне,

Грёзам странным отдавался, вдруг неясный звук раздался,

Будто кто-то постучался — постучался в дверь ко мне.

«Это верно», прошептал я, «гость в полночной тишине,

Гость стучится в дверь ко мне».
«И, взмахнув крылом лениво,

 в пышной важности своей…»

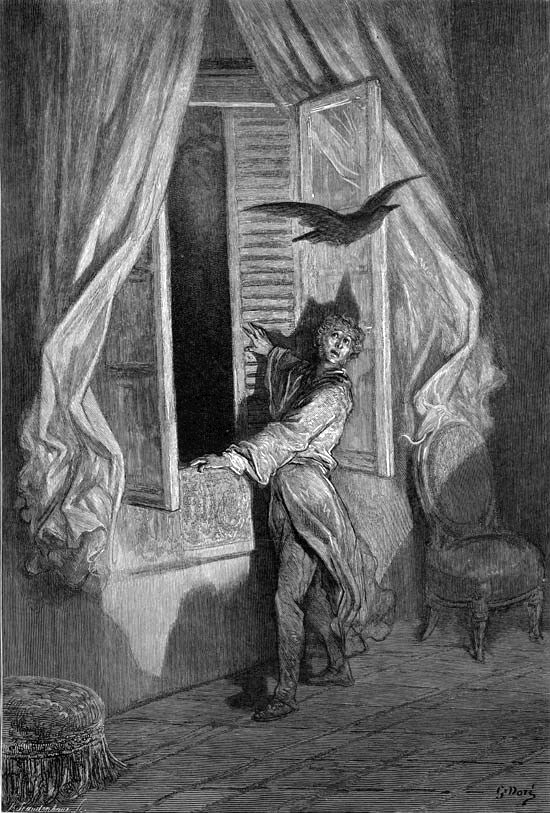
«И, взмахнув крылом лениво,
в пышной важности своей…»
Иллюстрация Гюстава Доре

«Ворон» начинается с того, что неназванный рассказчик сидит декабрьской ночью за чтением старинных книг, чтобы забыть об утрате своей возлюбленной, Ленор. Он слышит стук в дверь, но, открыв её, никого не обнаруживает. Вскоре стук повторяется, исходя от окна. Герой открывает его, впуская в комнату ворона, который, не обращая внимания на человека, садится на бюст Паллады над дверью.
Позабавившись комичной важностью птицы, герой спрашивает её имя. Ворон отвечает словом «nevermore». Рассказчик удивлён, что птица умеет говорить, хоть она и не сказала ничего осмысленного. Он едва слышно шепчет, что уже завтра ворон его покинет, «как надежды навсегда», на что тот снова отвечает «nevermore». Вздрогнув в тревоге, герой заключает, что ворон выучил одно это слово от какого-то страдальца и что это единственное слово, которое он знает.
Тем не менее рассказчик пододвигает кресло поближе к птице, намереваясь узнать о ней больше. В тишине его мысли снова возвращаются к Ленор, ему кажется, что в комнате темнеет, появляется ощущение присутствия ангелов. Он предполагает, что это Бог посылает ему знак забыть о Ленор. На что птица снова отвечает отрицанием, убеждая героя, что он никогда не сможет освободиться от этих воспоминаний. Рассказчик злится на ворона, называя его «зловещим духом» и пророком. В заключение он спрашивает птицу, воссоединится ли он с Ленор на небесах. Когда ворон отвечает своим привычным «nevermore», рассказчик приходит в ярость, называет его лжецом и приказывает убираться прочь. Однако ворон продолжает сидеть на бюсте Паллады, его тень лежит на полу, заключая в себе душу рассказчика, которая никогда не воспрянет из неё.

## История написания
Существует множество легенд, преданий и свидетельств о том, как Эдгар По написал своё знаменитое стихотворение. В результате тщательного изучения обстоятельств и доступных свидетельств исследователь творчества По Т. О. Мабботт остановился на двух версиях как наиболее правдоподобных. Согласно одной из них, По сочинил «Ворона» в момент посещения им Бархатайского пруда в 1843 году. Предположительно, он обсуждал стихотворение с поэтессой Энн Ван Рипер Гиллеспи Бархайт. Согласно воспоминаниям её мужа, По был замечен за чтением фрагментов «Ворона» на открытом воздухе, что достаточно правдоподобно, так как известно, что тот иногда сочинял вслух. Другая версия, по словам Мабботта, не менее правдивая, говорит о том, что По написал «Ворона» в 1844 году, во время проживания на ферме семьи Бреннан на берегу Гудзона. Старшая дочь в семье, Марта Сюзанна, обнаружила рукописные листы «Ворона», которые По сложил на полу. Наиболее полно эти события изложил муж Марты, опубликовавший заметку в нью-йоркской газете Mail and Express. Согласно семейному преданию Бреннанов, По читал им своё стихотворение ещё до публикации.
По свидетельству Сьюзен Арчер Телли Вайс, с которой писатель обсуждал литературные вопросы, По утверждал, что «стихотворение пролежало на его столе более десяти лет неоконченным и он работал над ним с большими перерывами, добавляя слова или строки, изменяя, исключая их и даже меняя замысел или идею стихотворения в стремлении достичь желаемого». Однако, подлинность этого факта не находит подтверждения, так как не сохранилось никаких черновиков и в письмах 1830-х годов «Ворон» не упоминается. Первое упоминание об этом стихотворении относится к 1844 году.

## Процесс написания
В 1846 году Эдгар По написал эссе «Философия творчества», в котором на примере «Ворона» подробно изложил свои взгляды на принципы работы над поэтическим произведением. Поэт и переводчик Валерий Брюсов писал: «Все эффекты поэмы не столько результат творческой интуиции, сколько сознательной работы мысли, комбинирующей и выбирающей. В содержании поэмы нет ничего, что не могло бы быть объяснено самыми естественными причинами, и вместе с тем поэма оставляет впечатление жуткое и мучительное». Сам По отмечал, что ни один элемент произведения не является случайным, подчёркивая, что работа над «Вороном» «шла к завершению с точностью и жёсткой последовательностью, с какими решают математические задачи». Главной его целью было создание произведения, которое было бы способно «удовлетворить требования как публики, так и критики». Однако при описании творческого процесса По мог подвергнуть его дополнительной обработке (с целью устранить случайности и несоответствия), чтобы в итоге получить стройный алгоритм работы над произведением, который в наибольшей степени отвечал бы его эстетическим взглядам. Несмотря на то, что По мог несколько приукрасить процесс написания стихотворения и преувеличить значение его системности, «Философия творчества» остаётся важным источником, описывающим его литературную теорию.
«О, как жаждал я рассвета,

как я тщетно ждал ответа

На страданье без привета,

на вопрос о ней, о ней -

О Леноре, что блистала

ярче всех земных огней…»

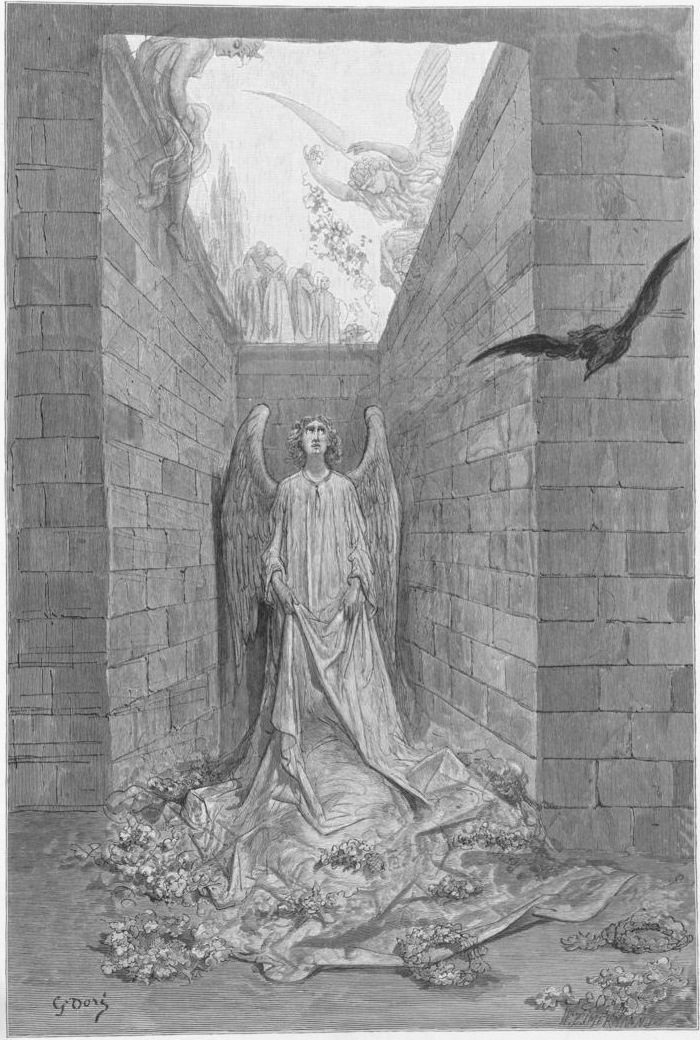
«О, как жаждал я рассвета,
как я тщетно ждал ответа
На страданье без привета,
на вопрос о ней, о ней -
О Леноре, что блистала
ярче всех земных огней…»
Иллюстрация Гюстава Доре

Работая над «Вороном», По основывался на нескольких главных соображениях, первое из которых касалось «идеального» объёма стихотворения. Главным критерием при выборе длины поэтического произведения По считал «возможность прочитать его за один присест». По его мнению, «истинным поэтическим эффектом» обладает стихотворение объёмом около ста строк. В этом плане «Ворон» полностью соответствует задумке автора, его окончательный объём — 108 строк.
Следующая мысль была о сфере произведения, образующей его атмосферу и смысл. Выбор пал на «прекрасное» как «единственно законную область поэзии». Именно чувство прекрасного, как ничто иное, способствует достижению «тотального эффекта» — вызывает у читателя наиболее сильное душевное волнение. При выборе интонации произведения, которая наилучшим образом выразит выбранную ранее сферу, По руководствовался тем соображением, что наиболее «эмоционально заряженным» чувством является грусть и меланхолия. Он также считал, что печальная интонация — «наиболее законная из всех поэтических интонаций». Дальнейший поиск наиболее эмоционального сочетания прекрасного и печального привёл По к выводу, что смерть прекрасной женщины является наиболее поэтичным предметом и лучше всего о ней поведают уста убитого горем возлюбленного — так родилась основная тема «Ворона». Однако её выбор мог быть продиктован не только результатом теоретических рассуждений, но и самой жизнью Эдгара По, который в раннем детстве потерял свою мать, а потом и первую юношескую любовь.
Далее встал вопрос о выборе художественных эффектов. По остановился на таком универсальном приёме, как рефрен, который, по задумке автора, должен был функционировать опорной нотой в конструкции стихотворения, быть осью всего художественного построения. Основным недостатком этого приёма является однообразие и монотонность, поэтому По решил повысить эффект от рефрена, сделав неизменным его звучание, но постоянно меняя его смысл и варьируя применение. Поэт заключил, что лучшим рефреном будет одно слово, чтобы не столкнуться с непреодолимыми трудностями при частых изменениях смысла какой-либо длинной фразы. Для усиления эффекта рефрен должен был быть звучным. Эти соображения привели По к «долгому «о» как к наиболее звучной гласной в комбинации с «р» как с наиболее сочетаемой согласной». Так родилось слово «nevermore».
Сомневаясь в правдоподобности постоянного повторения одного слова человеком, По пришёл к выводу, что произносить его должно «неразумное существо, способное к членораздельной речи». Первым вариантом был, вполне логично, попугай, но затем он был заменён вороном. Его также можно научить речи, при этом он гораздо более удачно соответствовал бы выбранной ранее интонации. Существуют свидетельства, что изначально По намеревался использовать в стихотворении сову.
Далее По логическим путём пришёл к выводу, что композиционная структура «вопрос — ответ» как нельзя кстати подходит его задумке. Так можно было бы добиться желаемого эффекта смысловой вариации рефрена. По словам По, он начал писать стихотворение с кульминационной строфы, поскольку искал тот самый вопрос, в ответ на который слово «nevermore» вызвало бы наибольшее горе и отчаяние, какие только возможно вообразить. Так родились строки:
«Ты пророк», вскричал я, «вещий! Птица ты иль дух зловещий,

Этим Небом, что над нами — Богом скрытым навсегда —

Заклинаю, умоляя, мне сказать, — в пределах Рая

Мне откроется ль святая, что средь ангелов всегда,

Та, которую Ленорой в небесах зовут всегда?»

Каркнул Ворон: «Никогда».Оригинальный текст (англ.)"Prophet!" said I, "thing of evil!—prophet still, if bird or devil!

By that Heaven that bends above us—by that God we both adore—

Tell this soul with sorrow laden if, within the distant Aidenn,

It shall clasp a sainted maiden whom the angels name Lenore—

Clasp a rare and radiant maiden whom the angels name Lenore."

Quoth the Raven "Nevermore."
Сочинив развязку, По в предшествующих строфах мог в нарастающей последовательности выстраивать вопросы героя с точки зрения их серьёзности и важности. Также теперь появилась возможность построфно выстраивать степень эмоциональной напряжённости, имея в виду, что кульминационная строфа является пиковой и её эффект перебивать нельзя. Кроме того, что не менее важно, этой строфой поэт установил все основные параметры стихотворного текста: метр, ритм, длину и общее расположение строк, определив стихотворную форму.

## Анализ

### Тема и идея
В работах, посвящённых анализу «Ворона», встречаются различные версии идеи произведения, основную из которых можно выразить словами Ричарда Уилбера, который видит в стихотворении «повесть об изощренном самоистязании, в ходе которого герой доводит себя до отчаяния и безумия».
Герой испытывает внутренний конфликт, мечется между желанием забыть и желанием помнить о своей умершей возлюбленной. Вероятно, он испытывает некоторое удовольствие от сосредоточенности на своей потере. Рассказчик предполагает, что слово «nevermore» является единственным, которое знает ворон, однако продолжает задавать ему вопросы. Зная ответ заранее, он задаёт их не с целью получить информацию. Это осознанный акт самобичевания, лишь обостряющий чувство глубокой потери. Этот психологический феномен, суть которого сводится к неконтролируемому желанию совершить действие, направленное против себя самого, По подробно описал в своём рассказе 1845 года «Бес противоречия». Похожую на уилберскую точку зрения выразила Т. И. Сильман:
В „Вороне“ По изобразил отчаяние, бесконечно возрастающее, сгущающееся до предметного своего воплощения в чёрном вороне с кличкой „Nevermore“. Это — отчаяние, анализирующее само себя, доводящее себя до предельного самоуглубления. „Никогда“, кажущееся сначала только словом, шуткой, недоразумением, превращается в неотвратимый ужас, в приговор рока. Герой проходит все стадии печали, начиная от упоения своей тоской, чтобы — как это большей частью бывает у По — кончить полным и беспросветным отчаянием.
Таким образом, согласно основной и наиболее очевидной версии, идея и посыл «Ворона» — показать трагический удел человека в мире, обречённость на вечную и безнадёжную борьбу со своей памятью и в итоге с самим собой. Существуют также другие версии, занимающие, однако, периферийное положение. Г. П. Злобин центральный мотив «Ворона» видел в скоротечности времени. Отдельные исследователи связывают роль ворона в стихотворении с мотивом надежды. Встречаются также попытки разгадать «Ворона» с помощью взгляда на него через призму биографии самого По. Так, психоаналитик Мари Бонапарт утверждала, что ворон символизирует приёмного отца поэта, а «nevermore», как следствие, является вербальным воплощением Джона Аллана в жизни По.

### Аллюзии и источники вдохновения
«Он взлетел на бюст Паллады,

 что над дверью был моей…»

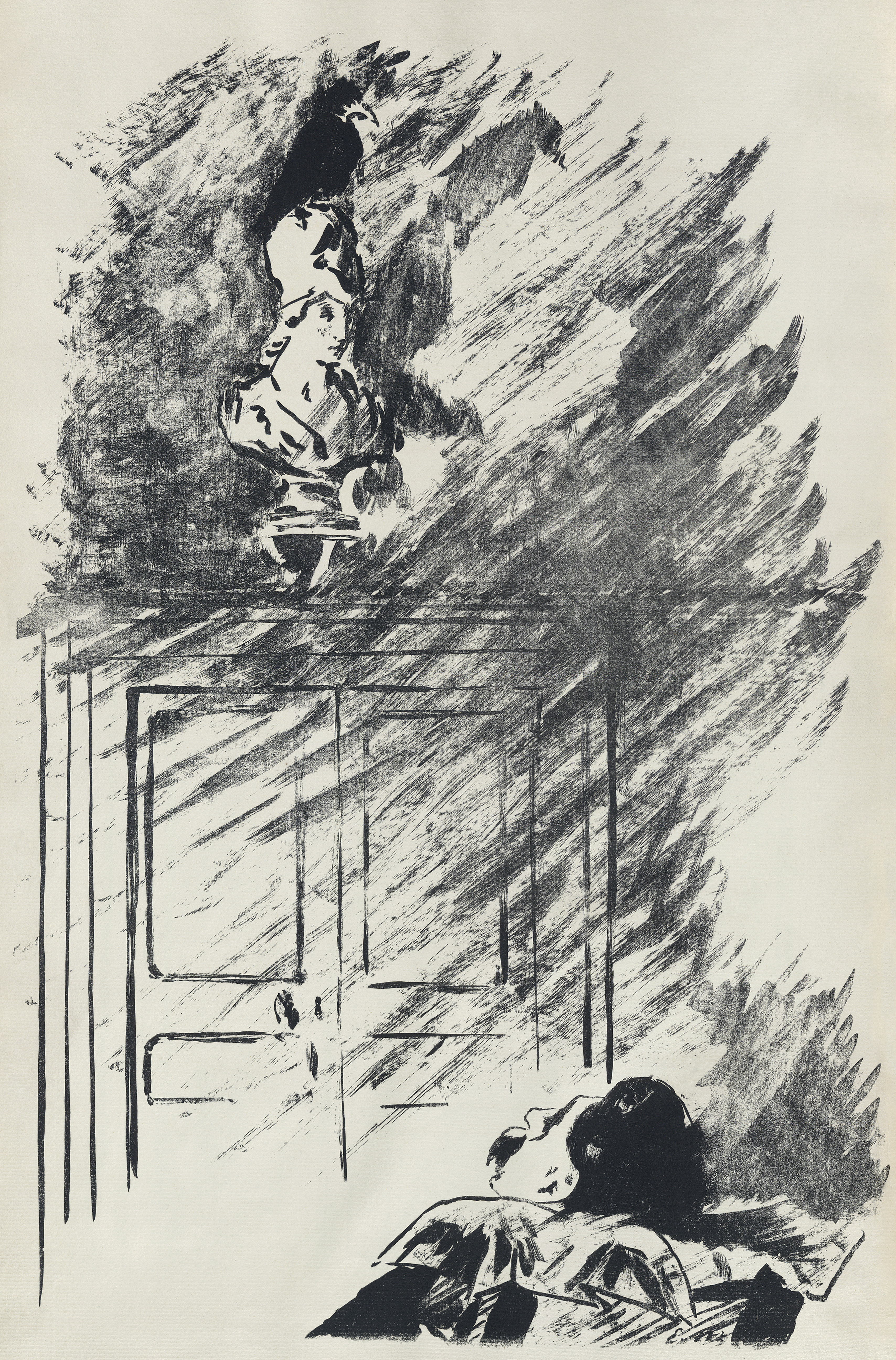
«Он взлетел на бюст Паллады,
что над дверью был моей…»
Иллюстрация Эдуарда Мане

По словам самого По, рассказчик в «Вороне» является студентом. Хотя в стихотворении об этом не говорится напрямую, в эссе «Философия творчества» По указывает на тот факт, что бюст Паллады, греческой богини мудрости, был выбран как наиболее точно соответствующий «учёности влюблённого». Также в поддержку этой версии могут быть приведены слова самого рассказчика, который «над старинными томами склонялся в полусне».
В «Вороне» упоминается галаадский бальзам (англ. Balm of Gilead), что является отсылкой к ветхозаветной Книге пророка Иеремии (Иер. 8:22): «Разве нет бальзама в Галааде? разве нет там врача? Отчего же нет исцеления дщери народа моего?». Галаадский бальзам представляет собой смолистую жидкость, лекарственное средство, которое в контексте стихотворения необходимо герою, чтобы исцелить душевные раны, связанные с потерей своей возлюбленной. Ещё одной библейской отсылкой в «Вороне» является Эдем (у По англ. Aidenn) — герой спрашивает у ворона, встретится ли он со своей любимой в Раю. В другой части стихотворения рассказчику кажется, что в комнату вошёл серафим, предполагая, что это Бог послал его, чтобы тот принёс ему непенф, средство забвения о тревогах, которое впервые упоминается в «Одиссее» Гомера.
Если провести некоторые параллели с рассказом «Лигейя», можно предположить, что томами, которые герой читает поздней ночью, могли оказаться книги по оккультизму или чёрной магии. Выбор времени действия стихотворения — декабрь — также говорит в пользу этого предположения, поскольку этот месяц традиционно ассоциируется с силами тьмы, как и выбор птицы — ворона, который является демоническим персонажем, ассоциируемым с нечистой силой в фольклоре многих народов. Сам рассказчик видит в вороне «зловещий дух», считает его пристанищем места́, «где мрак Плутон простёр», что лишь усиливает приведённые выше ассоциации, поскольку Плутон является римским богом загробного мира.
Одним из источников вдохновения при написании «Ворона» для По мог быть роман Чарльза Диккенса «Барнеби Радж». Сцена в конце пятой главы романа имеет довольные близкое сходство с одним из фрагментов стихотворения По. Когда ворон по кличке Грип (англ. Grip) издал какой-то звук, один из персонажей произнёс: «Что это — кажется, кто-то скребётся у двери?» (англ. What was that – him tapping at the door?), ему ответили: «Кто-то тихонько стучит в ставень» (англ. 'Tis someone knocking softly at the shutter). Диккенсовский ворон знал много слов и умел совершать некоторые комичные действия, такие как, например, откручивание пробки шампанского, но По наделил свою птицу более «драматическими» качествами. В критической статье в журнале Graham’s Magazine, посвящённой «Барнеби Радж», По сетовал на то, что птице в романе не хватает символической и пророческой функции. Сходство двух произведений не прошло незамеченным: Джеймс Рассел Лоуэлл в своей юмористической поэме «Басня для критиков» написал: «А вот и По со своим вороном — почти как Барнеби Радж / На три пятых — гений, остальное — лишь фарс» (англ. Here comes Poe with his raven, like Barnaby Rudge / Three-fifths of him genius and two-fifths sheer fudge).
Некоторыми исследователями творчества По было обнаружено сходство между фабулой «Ворона» и произведения «Ода сове» китайского поэта Цзя И, творившего во II веке до н. э. В 1901 году это первым отметил ректор Пекинского Императорского университета У. А. П. Мартин в одном из своих очерков. В том же году одна из лондонских газет писала: «Похоже, что „Ворон“, подобно пороху и очкам, был изобретён в Китае тысячи лет назад». Однако нет никаких свидетельств о том, что По был знаком с произведением Цзя И. Это в принципе было невозможно, поскольку на английский язык оно было переведено лишь в 1892 году, а китайского По не знал. Среди источников «Ворона» исследователями также назывались произведения таких авторов, как Г. А. Бюргер, С. Т. Кольридж, Т. Мур, П. Б. Шелли, У. К. Брайант, Дж. Китс, А. Теннисон и других. Генри Леглер в своей статье не исключает, что определённый материал был использован По в качестве «сырья» для художественной обработки, но оно несёт на себе «отпечаток его гениальности». В. И. Чередниченко в эссе, посвящённом анализу «Ворона», заключил, что главного внешнего источника у По при написании этого стихотворения не было вообще.

### Ворон как символ

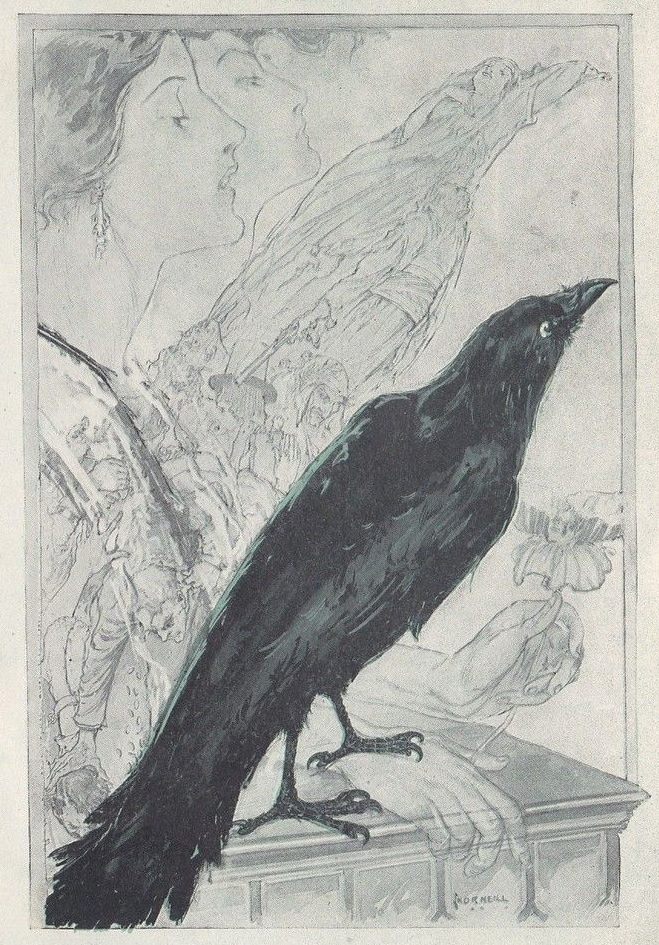
Иллюстрация Джона Нила

Образ говорящей птицы, вписывающийся в меланхолическую тональность стихотворения, — центральный в произведении. Ворон По является конкретным, обладающим индивидуальностью (портрет, повадки) персонажем, силой, противостоящей герою, антигероем. По словам самого автора, ворон в стихотворении является символом «горестного и нескончаемого воспоминания». В общем же эта птица является персонажем, обладающим очень богатой мифологической и фольклорной семантикой.
Некоторые причины, по которым По в качестве птицы-предвестника отчаяния выбрал именно ворона, довольно очевидны: этих птиц можно научить речи, они обладают репутацией спутников смерти, питаясь плотью павших на поле боя, их чёрное оперение символизирует меланхолию и траур. Менее явными являются качества, которые вороны приобрели в отдельных легендах и традициях — это мудрость, хитрость, а также функции вестника и пророка. Известна также функция медиатора между нашим и загробным миром, которую явно несёт ворон По, прилетевший к скорбящему по умершей возлюбленной герою. В еврейском фольклоре говорится о том, что оперение ворона было белым, пока Бог не наказал его за то, что тот не вернулся к Ною, выпустившему его с ковчега, чтобы узнать сошла ли вода с земли. Верховный бог в скандинавской мифологии Один обладал двумя воронами — Хугином и Мунином, чьи имена переводятся с древнеисландского как «мысль» и «память» соответственно. Они летали над миром, сообщая своему хозяину обо всем, что увидели. В «Метаморфозах» Овидия ворон также изначально был белым, пока Аполлон не наказал его за то, что тот принёс дурные вести о неверности его возлюбленной. Вероятно, именно эти легенды и предания навели По на мысль о роли ворона как посланника — он, как и у Овидия, доставляет дурную весть, но на этот раз о беспредельной вероломности смерти.

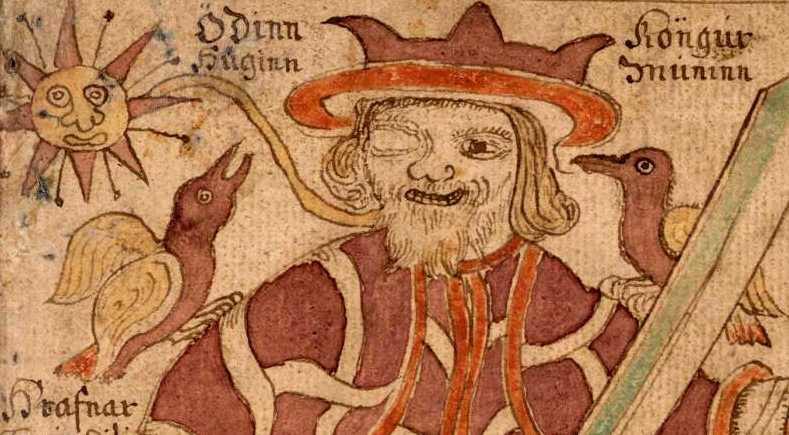
Хугин и Мунин на плечах Одина. Фрагмент иллюстрации из рукописи XVIII века

Исследователь творчества По Джон Ф. Адамс обнаружил удивительную особенность, которая, кажется, вступает в противоречие с традиционной символикой этой птицы. В вороне По он увидел символ полной противоположности отчаяния — надежды. Звук, который издают вороны, обычно записывается как «кар» (англ. caw), а греки и римляне для его обозначения использовали греческое слово «cras», означающее «завтра». Таким образом, ворон олицетворяет надежду по тем же причинам, что слово «завтра» — веру в будущее и оптимизм. Однако ворон По произносит слово со смыслом полностью противоположным — «никогда». Адамс считает, что эта инверсия неслучайна, видит в замене одного понятия ему противоположным определённую логику, имеющую важное значение для понимания стихотворения. По ходу повествования привычные ассоциации, связанные с вороном, видоизменяются, и он начинает функционировать как частный символ, становится всё более похожим на сон или галлюцинацию, вызванную эмоциональным истощением рассказчика. И к концу произведения он всё более явно становится олицетворением духовной «засухи» героя, нежели его страданий по потерянной любимой. Традиционная символика ворона в данном случае служит для того, чтобы расширить спектр применения частного символа, улучшить его единство и логичность, уйти от образа обычной мрачной галлюцинации и повысить его значимость.
В стихотворении По использует приём цветового контраста в неявной форме, противопоставляя черноту оперения ворона («темнота» всего образа в оригинале также дополняется словами «ночь» и «тень», непосредственно связанными с птицей) и бледность бюста Паллады. Это отражает сложный характер столкновения двух начал: фигура ворона вступает в противоречие с изображением богини мудрости, но вместе они составляют единый образ, который можно трактовать как торжество абсурда, победу иррационального над рациональным. Тем не менее это противопоставление является неполным, так как ворон, «вещая птица», также является символом мудрости. Поэтому итоговое соотношение смыслов представляет собой синтез, взаимное проникновение рационального и иррационального.

### «Nevermore»

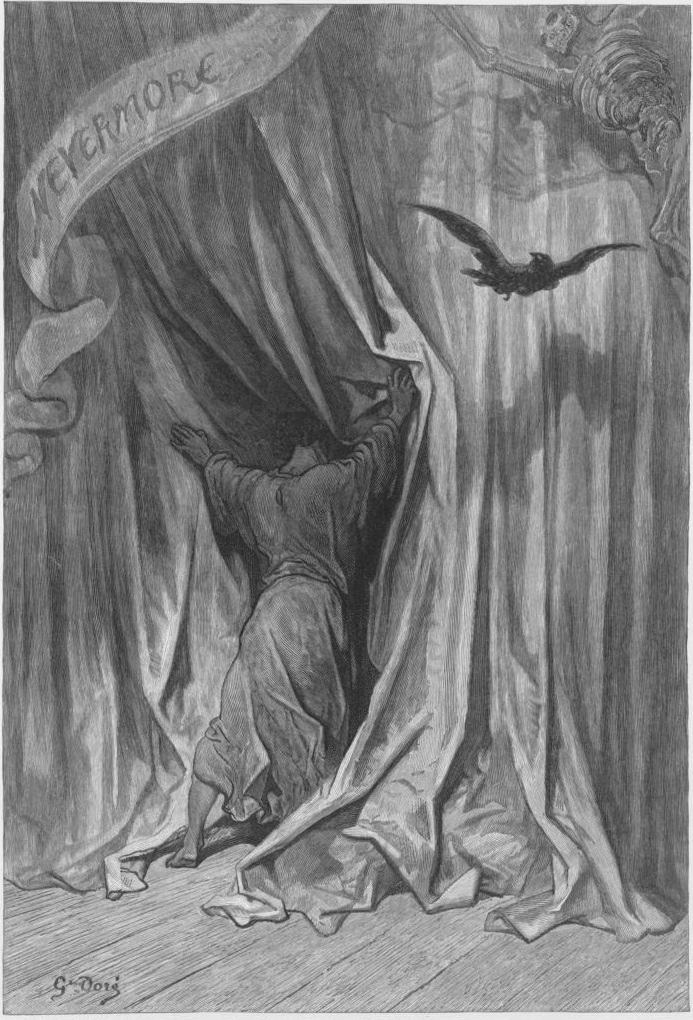
Иллюстрация Гюстава Доре

Ключевым элементом к расшифровке проблематики «Ворона» является его рефрен — слово «nevermore», которое является крайне удачной находкой автора для обозначения «сильной необратимости» времени. Будучи многократно повторенным (11 строф из 18 заканчиваются рефреном), оно производит более сильное впечатление, чем пространные рассуждения о необратимости в средневековом «Романе о розе», поэзии немецкого барокко или научных трактатах философов нового времени. Прообразом этого слова могла стать фраза «no more», которую По использовал в своих стихотворениях «Той, что в раю», «К Занте», «Линор». Слово «nevermore» неоднократно употреблялось в литературе (в том числе в свя́зи со смертью) и до По, поэтому его нельзя назвать его единоличным изобретателем. Однако только после «Ворона» и благодаря ему слово стало универсальным культурным символом.
Слово „Nevermore“ производило на читателей столь сильное впечатление потому, что в контексте стихотворения имело смысл ужасный и по тем временам крамольный. Оно „отменяло“ потусторонний мир и идею бессмертия души.Ковалёв Ю. В. «Эдгар По. Новеллист и поэт»
«Nevermore» — это сложное слово, состоящее из двух наречий, одно из которых отрицательное: «never» («никогда») и «more» («впредь», «больше»). Наиболее точный его перевод, соответственно, — «никогда больше», «никогда впредь». Значение слова «never» шире и абстрактнее, чем «more», которое выступает как раз в качестве конкретизатора, усиливает отрицание. На вопросы рассказчика ворон шесть раз отвечает «nevermore», однако все эти повторения не являются тождественными друг другу — они имеют различный «идейный» вес. Первый раз это слово ворон использует в качестве ответа на вопрос о своём имени и таким образом, в некотором роде, пытается отмежеваться от своей видовой принадлежности. По мере развития сюжета и роста числа повторений слова «nevermore» искренность акта самоидентификации становится всё более сомнительной, становится ясно, что, называя себя этим словом, ворон не просто лжёт, а скорее издевается. По сути, главное напряжение сюжета стихотворения держится на своеобразном «раскачивании» между желаемым рассказчиком «да» и «нет» ворона.
«Nevermore» является главным концептом «Ворона», поэтому адекватная передача его в языке, отличном от английского, являлась одной из важнейших задач, с которой приходилось справляться многим переводчикам, предпринявшим попытку перевести стихотворение на свой язык, в том числе русский. Сложность перевода на русский язык, прежде всего, заключена в том, что наиболее точный эквивалент английского слова не совпадает с ним по количеству слогов. Также необходима передача характерного для имитации звука карканья во многих индоевропейских языках звука r, который повлиял на выбор По английского рефрена. Некоторые русские переводчики приняли спорное решение и перенесли в русский текст иностранное слово без изменений, что при прочтении вызывало некоторый комический эффект. Однако это не помешало переводу М. Зенкевича (который именно так и поступил) стать одним из самых удачных переводов «Ворона» на русский язык.
| Дата первого появления | Рефрен         | Переводчики |
| ---------------------- | -------------- | --- |
| 1878                   | Больше никогда | Андреевский (1878), Брюсов (1915) |
| 1878                   | Никогда        | Пальмин (1878), Кондратьев (1880), Мережковский (1890), Бальмонт (1894), Брюсов (1905), Уманец (1908), Голохвастов (1936), Оленич-Гнененко (1946), Донской (1976) |
| 1879                   | Возврата нет   | Оболенский (1879), Василенко (1976) |
| 1903                   | Nevermore      | Жаботинский (1903), Фёдоров (1923), Пяст (1931), Зенкевич (1946)                                                                                                  |
| 1972                   | Не вернуть     | Бетаки (1972) |
| 1988                   | Всё прошло     | Голь (1988) |
| 1988                   | Приговор       | Топоров (1988) |
| 1990                   | Нэвермор       | Саришвили (1990) |
| 1999                   | Обречён        | Зельдович (1999) |

### Форма стиха
«Ворон» состоит из 18 строф, по 6 строк в каждой. Система стихосложения — силлабо-тоническая. Основной размер — восьмистопный хорей, стопа двусложная с ударением на первом слоге. В строфе размер представляет собой комбинацию восьмистопного акаталектического (первая и третья строки), восьмистопного каталектического (вторая, четвёртая и пятая строки) и четырёхстопного каталектического (шестая строка) хорея. В стихотворении есть внутренняя рифма, маркером которой выступает цезура, разделяющая первую и третью строки каждой строфы пополам.
| Ударение | Ударение | /    | x   | /      | x     | /     | x     | /      | x    | /     | x   | /    | x     | /    | x   | /     | x   |
| Слог     | Оригинал | Once | up- | on     | a     | mid-  | night | drear- | y,   | while | I   | pon- | dered | weak | and | wear- | y   |
| Слог     | Перевод  | Как- | то  | в пол- | ночь, | в час | уг-   | рю-    | мый, | пол-  | ный | тя-  | гост- | но-  | ю   | ду    | мой |

Схема рифмовки — ABCBBB, или же AA, B, CC, CB, B, B, если учитывать внутреннюю рифму. В каждой строфе строки B заканчиваются урезанной стопой с опорной тематической рифмой, создаваемой словом-рефреном «nevermore», обладающим ономатопеическим эффектом. Стихотворение богато на такой стилистический приём, как аллитерация («And the silken, sad, uncertain…», «Doubting, dreaming dreams…», «What this grim, ungainly, ghostly, gaunt…»), который не всегда передавался в переводах на русский язык. Один из первых публикаторов стихотворения отмечал: «…мелодия „Ворона“ зиждется в основном на аллитерации, на продуманном использовании одних и тех же звуков в неожиданных местах». «Ворон» музыкален прежде всего не потому, что он насыщен внешними звуковыми эффектами, а потому что эти эффекты «работают» на семантику. По использует в «Вороне» и такой оригинальный приём, как парономазия: похожие по звучанию, но разные по значению слова «raven» и «never» пять раз соседствуют на последних строках строфы. Американский поэт XX века Дэниел Хоффман предположил, что «структура стихотворения и его метрика настолько шаблонны, что оно кажется искусственным, но его гипнотический эффект перекрывает этот недостаток».
По заимствовал ритмику «Ворона» у стихотворения британской поэтессы Элизабет Барретт «Сватовство Леди Джеральдины» (англ. Lady Geraldine's Courtship). В январе 1845 года в журнале Broadway Journal он опубликовал критическую статью на стихотворение Барретт, в которой писал: «Она обладает самым высоким поэтическим воображением; невозможно представить что-то более возвышенное. Её чувство прекрасного удивительно чутко». Однако По в свойственной ему манере указал и на её недостатки: прежде всего нехватку оригинальности и однообразность её поэзии. О «Сватовстве Леди Джеральдины» он писал: «Я никогда ранее не читал стихотворения, сочетающего обилие бушующей страсти с таким богатством тонкого воображения».

## Отзывы и критика
«И душа моя из тени,

что волнуется всегда,

Не восстанет — никогда!»

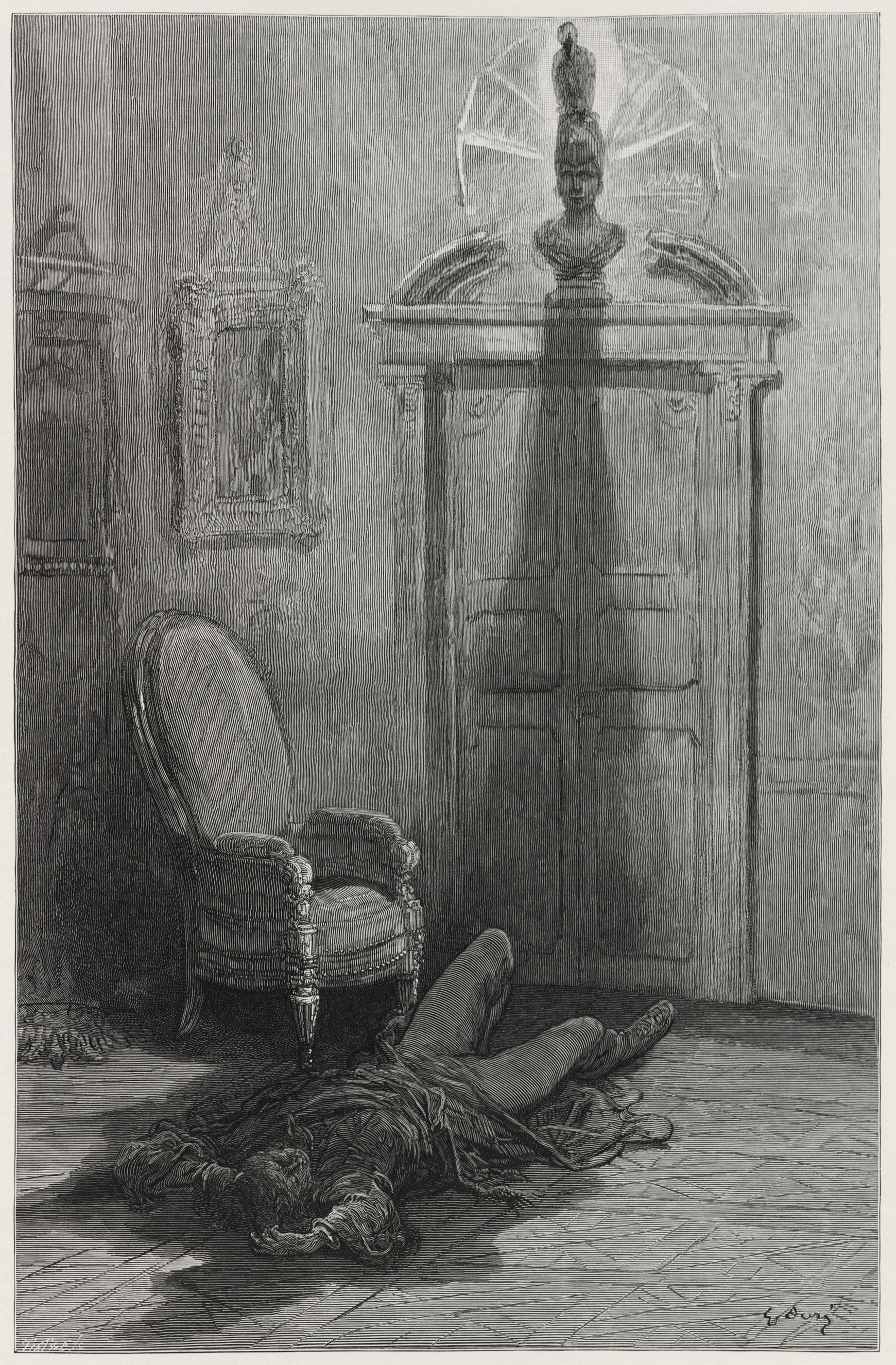
«И душа моя из тени,
что волнуется всегда,
Не восстанет — никогда!»
Иллюстрация Гюстава Доре

Практически сразу после публикации «Ворона» Эдгар По стал знаменитостью национального масштаба. Читатели начали отождествлять стихотворение с его автором, в результате чего По заработал себе прозвище «Ворон». Произведение-сенсация вскоре было перепечатано во множестве изданий по всей стране, стало объектом огромного числа пародий. Несмотря на то, что стихотворение способствовало становлению По как известного писателя, оно не принесло ему большого финансового успеха. Как он позже отметил в одном из писем: «Денег у меня не прибавилось. Сейчас я не богаче, чем был в самые скудные времена, — разве что надеждами, но их в оборот не пустишь».

Газета The New World писала: «Все читают и хвалят это стихотворение, и нам кажется, что вполне справедливо, поскольку ему не занимать оригинальности и поэтической силы». Биограф Джордж Э. Вудберри отмечал: «Ни одно из великих стихотворений ещё не принималось публикой столь стремительно, широко и бесповоротно». Герви Аллен вторил своему коллеге: «Никогда ещё на долю написанного американцем стихотворения не выпадало столь стремительного и широкого успеха. „Ворон“ и в самом деле грозил прогнать орла с национального герба». Успех ждал «Ворона» не только в США, но и в Европе. Поэтесса Элизабет Барретт писала По: 
Здесь, в Англии, ваш „Ворон“ произвёл сенсацию, вызвал настоящую „волну ужаса“. Одни мои друзья очарованы его устрашающей способностью, другие — музыкальностью. Я слышала о людях, преследуемых рефреном „nevermore“, а один мой знакомый, который имел несчастье владеть „бюстом Паллады“, теперь не решается смотреть на него в сумерках.
Вследствие большой популярности По он стал частым гостем на светских вечерах, где его просили прочитать знаменитое стихотворение. Гость одного из литературных салонов отметил: «Услышать, как По читает „Ворона“ — это настоящее событие в жизни любого человека». Один из свидетелей этого события вспоминал: «Он погасил лампы, пока комната не погрузилась в почти полную темноту, затем, стоя посреди квартиры, начал читать… удивительно мелодичным голосом… его сила как чтеца была настолько изумительна, что очарованные слушатели боялись дышать, чтобы не нарушить действие его пленительных чар». Особенно много пародий на «Ворона», среди которых были такие как «The Craven», «The Gazelle», «The Whippoorwill» и «The Turkey», появилось в Бостоне, Нью-Йорке и Филадельфии. Одна из пародий под названием «The Pole-Cat» привлекла внимание юриста Эндрю Джонстона, который отправил её Аврааму Линкольну. Президент признался, что «от души посмеялся» над ней. Известно, что позже Линкольн прочитал и запомнил и оригинальное стихотворение.
«Ворон» получил положительные отзывы некоторых коллег По, в частности писателей Уильяма Гилмора Симмса и Маргарет Фуллер. Тем не менее встречались и негативные мнения о стихотворении. Так, Уильям Батлер Йейтс назвал его «неискренним и вульгарным». Трансценденталист Ральф Уолдо Эмерсон сказал, что «не видит в „Вороне“ ничего особенного». Критик издания Southern Quarterly Review в июле 1848 года выразил мнение, что стихотворение было загублено «излишней и несдержанной гиперболизацией», а также отметил, что такие банальности, как стук в дверь и шорох занавески, могут произвести впечатление «разве что на ребёнка, до потери рассудка напуганного историями о призраках».

### Обвинения в плагиате
Проблема заимствования является одной из самых обсуждаемых в англоязычной критике «Ворона». По «уличали» во всех возможных видах «захвата» чужой собственности — от сюжетов и мотивов до отдельных образов и слов. Встречались и обвинения в чистом плагиате. Так, в Edinburgh Daily Review в выпуске от 18 августа 1846 года был помещён отзыв о «Вороне», в котором он был назван «единственным в своём роде образчиком литературного жульничества». Автор публикации обвинял По практически в полном заимствовании всех особенностей стиха у некоего персидского оригинала, который, впрочем, не был назван. Анонимный автор, скрывшийся под псевдонимом «Outis», в газете Evening Mirror предположил, что «Ворон» По является плагиатом стихотворения «The Bird of the Dream» неизвестного автора. «Outis» указал на 18 схожих элементов двух произведений, а его статья задумывалась как ответ По, который ранее обвинял в плагиате Генри Уодсворта Лонгфелло. Существует предположение, что за псевдонимом скрывался Корнелиус Конвей Фелтон и даже сам автор «Ворона». После смерти По его друг Томас Холли Чиверс сказал, что «Ворон» является плагиатом одного из его стихотворений. В частности, он указывал на то, что По заимствовал у него размер и рефрен.

## История публикации

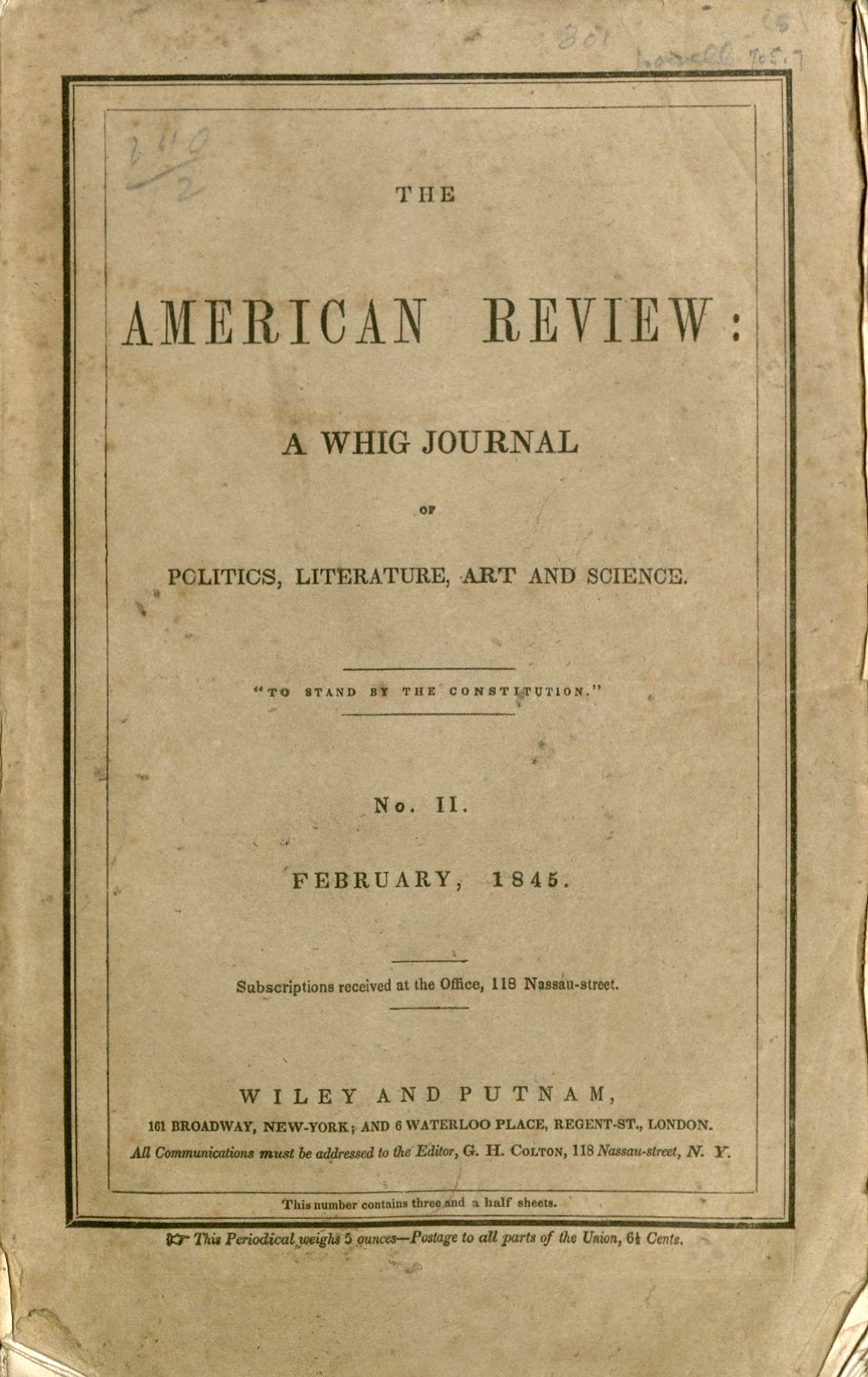
Титульный лист февральского номера American Review: A Whig Journal, содержащего «Ворона»

После завершения работы над «Вороном» По попытался продать стихотворение своему бывшему работодателю Джорджу Грэму в Филадельфии. Грэм отказался приобрести и напечатать стихотворение (которое могло быть не в последней редакции), однако выплатил По 15 долларов в качестве безвозмездной помощи. Вторая попытка продать произведение оказалось успешной: за 9 долларов «Ворона» приобрёл Джордж Хукер Колтон, владелец American Review, и опубликовал его в февральском выпуске журнала за 1845 год. Эдгар По скрылся за псевдонимом «Куорлс» (англ. Quarles), который, вероятно, является отсылкой к английскому поэту XVII века Френсису Куорлсу. В качестве «предварительной перепечатки», которые в то время были привычным явлением, первая публикация стихотворения с именем автора состоялась 29 января 1845 года в нью-йоркской газете Evening Mirror. Публикацию предваряла оценка Натаниэля Паркера Уиллиса, выдержанная в панегирическом стиле:
По нашему мнению, оно являет собой единственный пример „мимолётной поэзии“, известный американской литературе; а тонкостью замысла, изумительным искусством стихосложения, поразительно высоким полётом фантазии и своим „зловещим очарованием“ не имеет ничего равного и в английской поэзии. Это один из „подлинных литературных деликатесов“, что питают наше воображение. Его строки навсегда останутся в памяти тех, кто их прочитает.
Ссылка на готовящуюся публикацию в издании Дж. Колтона была указана. Вскоре «Ворон» стал одним из самых популярных англоязычных стихотворений, его перепечатали издания в Нью-Йорке, Лондоне, Филадельфии, Ричмонде. Всего состоялось 18 прижизненных публикаций и ещё 2 - сразу после смерти По. Также стихотворение неоднократно включалось в различные сборники, первым из которых был «Поэты и поэзия Америки» Руфуса Уилмота Гризвольда. Эдгар По не прекращал работы над «Вороном» в последующее время, внося правки, как мелкие, так и существенные. Каноничным текстом стихотворения признан вариант от 25 сентября 1845 года, опубликованный в Richmond Semi-Weekly Examiner.
Мгновенный успех «Ворона» побудил издательство Wiley and Putnam к выпуску сборника прозы По. «Рассказы», опубликованные в июне 1845 года, стали первой книгой По за последние 5 лет. 19 ноября в том же издательстве был выпущен и сборник лирики, получивший название «Ворон и другие стихотворения». Небольшая книга объёмом в 100 страниц оказалась первым сборником поэзии По за последние 14 лет.

## Русские переводы

### Ранний период
Когда в угрюмый час ночной,

Однажды, бледный и больной,

Над грудой книг работал я,

Ко мне, в минуту забытья,

Невнятный стук дошел извне,

Как будто кто стучал ко мне,

Тихонько в дверь мою стучал —

И я, взволнованный, сказал:

«Должно быть так, наверно так —

То поздний путник в этот мрак

Стучится в дверь, стучит ко мне

И робко просится извне

В приют жилища моего:

То гость — и больше ничего».
В поздний час, ночной порою

Я склонился головою

Над старинной книгой, в мраке

Кабинета моего,

И в дремоте безмятежной

Вдруг услышал стук я нежный,

Словно кто стучал небрежно

В дверь жилища моего.

«Гость стучится, — прошептал я, —

В дверь жилища моего, —

Гость — и больше ничего!..»
Первый русский перевод «Ворона» выполнил С. А. Андреевский в 1878 году, спустя 33 года после оригинальной публикации — довольно продолжительный срок для «такой чутко реагировавшей на чужие литературные достижения страны, как Россия». Тому есть несколько причин. Уже в 1843 году В. Г. Белинский отмечал падение интереса к лирической поэзии в стране. Также существовала тенденция несерьёзного восприятия молодой американской литературы как в России, так и в Европе. Ещё одной причиной являлась достаточная степень сложности поэзии По, перевод которой требовал от специалиста высокого мастерства.
Перевод Андреевского появился на страницах «Вестника Европы». Предупреждая будущую критику, он писал, что стремился передать не столько буквальный текст подлинника, сколько его общее впечатление, всегда действуя в духе приёмов автора. Однако это, строго говоря, не соответствует действительности: переводчик не передал ни одного из ключевых параметров стихотворения. Тем не менее Андреевский первым пошёл на решение сложнейшей задачи, и сегодня его перевод имеет ценность скорее для сравнительного исторического анализа переводов По на русский язык.
Другие переводы этого периода — Л. И. Пальмина (1878), Л. Е. Оболенского (1879), И. К. Кондратьева (1880), Л. И. Уманца (1886) — также сильно отличаются от оригинала. Почти во всех переводах вполне удачно переданные сюжетные перипетии совмещались с отказом от оригинального размера и внутренних рифм. Отчасти это объясняется тем, что восьмистопный хорей был в то время малоупотребителен в русской поэзии, но главное — упомянутые переводчики не передали идею и посыл автора, что привело к искажению художественной картины мира «Ворона».

### Серебряный век
Погруженный в скорбь немую

          и усталый, в ночь глухую, 

Раз, когда поник в дремоте

          я над книгой одного 

Из забытых миром знаний,

          книгой полной обаяний, — 

Стук донесся, стук нежданный

          в двери дома моего: 

«Это путник постучался

          в двери дома моего, 

                   Только путник — 

                              больше ничего».

                              
К этому периоду, ставшему самым продуктивным в истории русских переводов «Ворона», относятся работы Д. С. Мережковского (1890), К. Д. Бальмонта (1894), В. Е. Жаботинского (1903), В. Я. Брюсова (1905). Все они в значительной мере добились хороших результатов в попытке передать существенные особенности оригинального произведения, но никому, даже Бальмонту, перевод которого сегодня считается классическим, не удалось создать текст, конгениальный оригинальному.
Перевод Мережковского довольно слаб. Взяв за основу общую сюжетную схему, он упустил из внимания значимые детали подлинника. Тем не менее по сравнению с переводами прошлого периода работа Мережковского является несомненным шагом вперёд. Её стоит оценивать как промежуточное звено между двумя периодами в истории переводов «Ворона».

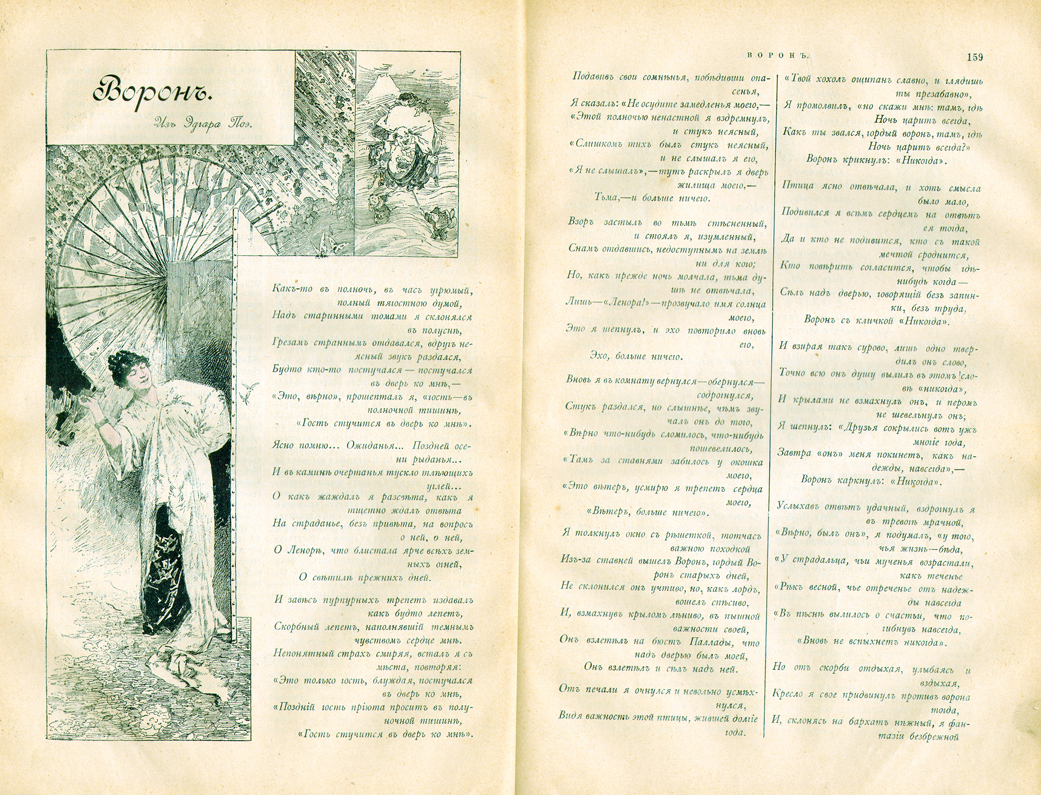
«Ворон» в переводе Бальмонта. «Артист», 1894 год

Константин Бальмонт является первым русским переводчиком, который успешно перенёс размер подлинника с сохранением схемы рифмовки и общего принципа внутренней рифмовки. В области трактовки сюжета Бальмонт хоть и не продвинулся дальше своих предшественников, но не допустил таких грубых промахов, как Оболенский, Кондратьев или Мережковский. Перевод Бальмонта совпал с зарождением волны интереса к По в России. В целом критика благосклонно отнеслась к работе Бальмонта, за исключением Брюсова, который упрекал коллегу в том, что тот переводил отдельные слова, вследствие чего общий смысл оставался непонятным. Однако можно с уверенностью сказать, что перевод Бальмонта выдержал испытание временем — наряду с работой Зенкевича он является одним из самых часто включаемых в сборники Эдгара По в России.
Несмотря на некоторую вольность, текст перевода Жаботинского, опубликованного в 1903 году, обладает стилистической ценностью. Он первым из русских переводчиков решился на довольно необычный и сомнительный шаг и в своём переводе использовал оригинальный английский рефрен. Брюсов дал работе Жаботинского высокую оценку, в отличие Бальмонта, который считал все его стихи и переводы «плохими». По словам Е. Г. Эткинда, Жаботинский неоднократно возвращался к переводу «Ворона», однако подтвердить это утверждение не представляется возможным.
С точки зрения художественных достоинств перевод Брюсова 1905 года уступает переводам его коллег — Жаботинского и Бальмонта. В его тексте проявилось слишком много символистской образности. Однако Брюсов в течение многих лет продолжал работать над переводом «Ворона», в результате чего появились редакции 1915 и 1924 года. Последняя вышла незадолго до смерти поэта и, строго говоря, является вариантом предыдущей. Редакция 1915 года, напечатанная в «Биржевых ведомостях», обладает бо́льшими достоинствами по сравнению с дебютной. В течение долгого времени переводы Брюсова считались эталоном точности, о значении которой Брюсов говорил в заметке к тексту второй редакции:
<…> „Ворон“ не только импрессионистическая лирическая поэма, но и создание глубокой мысли, в котором обдумано буквально каждое слово. Поэтому русская литература нуждается в точном варианте „Ворона“, передающем именно то, что сказал его автор. Дать такой перевод и было моей задачей, причём я сознательно не позволял себе заменять образы По другими, хотя бы равносильными, старался ничего за него не „выдумывать“ и, насколько то возможно в рифмованном переводе, сохранить всё, что есть в английском оригинале.

### Послевоенный период
К этому периоду относятся переводы А. П. Оленича-Гнененко (1946), М. А. Зенкевича (1946), С. В. Петрова (1968), В. П. Бетаки (1972), М. А. Донского (1976) и других. Несмотря на охлаждение интереса к творчеству По в России и, как следствие, малому числу опубликованных переводов в продолжительный период после войны, именно в это время был опубликован перевод Зенкевича, который так же, как перевод Бальмонта, приобрёл статус классического.
Перевод Зенкевича, хоть и отличается от оригинала по некоторым важным параметрам (в частности не передана единая сквозная рифма), может считаться образцовым. Главные его достоинства в детальной передаче сюжета с отдельными его звеньями, точности словоупотребления и естественности поэтической речи и интонации. Перевод Зенкевича (а также Бальмонта) является лидером по количеству перепечаток в русских сборниках По. К минусам работы Зенкевича относят излишний академизм — переводу не хватает экспрессии оригинала.
Главной особенностью перевода Бетаки является удачный выбор русскоязычного варианта рефрена стихотворения: «Не вернуть» — наиболее точный и близкий к оригиналу с точки зрения фонетики рефрен, имитирующий карканье ворона. Существует предположение, что Бетаки заимствовал его у автора украинского перевода «Ворона» Григория Кочура, однако это мнение остаётся труднодоказуемым. Слабые места перевода Бетаки — в довольно свободной трактовке отдельных звеньев сюжета, а также в методе «забегания вперёд».

### Постсоветский период
В поздне- и постсоветском периоде выделяются переводы, выполненные в традиционном стиле, тяготеющие к поэтике Серебряного века (например, перевод В. К. Саришвили), или же в русле академической традиции (А. Ю. Милитарёв). Также появились переводы, ориентированные на поэтику постмодернизма (В. Л. Топоров, Н. М. Голь, Г. М. Зельдович), которые по сути являются переводами нового типа. Проблема передачи формально-содержательных сторон оригинального произведения в них перестаёт быть главной целью переводчика, и тем не менее их нельзя назвать исключительно вольными пересказами сюжета.

## Иллюстрации
Будучи самым известным поэтическим произведением Эдгара По, «Ворон» также является самым иллюстрированным. Вскоре после первой публикации стихотворение, отдельно и в составе сборников, начало переиздаваться с богатым художественным оформлением авторства известных иллюстраторов того времени. Одним из первых художников, проиллюстрировавших «Ворона», стал Джон Тенниел. Его работы были включены в сборник произведений По, вышедший в 1858 году в Великобритании. Французское издание «Ворона» (фр. Le Corbeau), перевод которого выполнил символист Стефан Малларме, содержало литографии Эдуарда Мане. Известный работами на библейскую тематику Гюстав Доре создал для стихотворения серию ксилографий, которые были опубликованы издательством Harper & Brothers в 1884, уже после смерти гравёра. Примерно в одно время с Доре «Ворона» проиллюстрировал Джеймс Карлинг. Всего он создал 43 акварельных рисунка, но не успел опубликовать их при жизни. В 1936 году их для своей экспозиции выкупил Музей Эдгара По в Ричмонде. Карлинг выявил и обозначил различия между своими иллюстрациями и работами Доре, которого стремился превзойти: 
Наши идеи противоположны как полюса. В работах Доре красота, несвойственное ему очарование спокойствия. Мои же более буйные, дикие, странные, даже ужасные. Я передал образ мыслей и чувство иллюзорности. Ни одна из этих идей ранее никогда не воплощалась в иллюстрации. Я чувствую, что сам По подтвердил бы, что я был верен его идее. Я следовал его замыслу так близко, что слился с его индивидуальностью.
Многие иллюстраторы XX века продолжили традицию новых «художественных прочтений» «Ворона», в том числе такие видные мастера, как Джон Нил и Эдмунд Дюлак. Стихотворение продолжает привлекать внимание современных художников и графиков, среди которых Иштван Орос, Райан Прайс и Дэвид Форес.

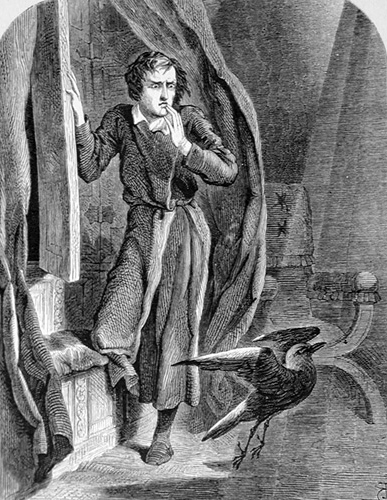
Джон Тенниел, The Raven (1858)
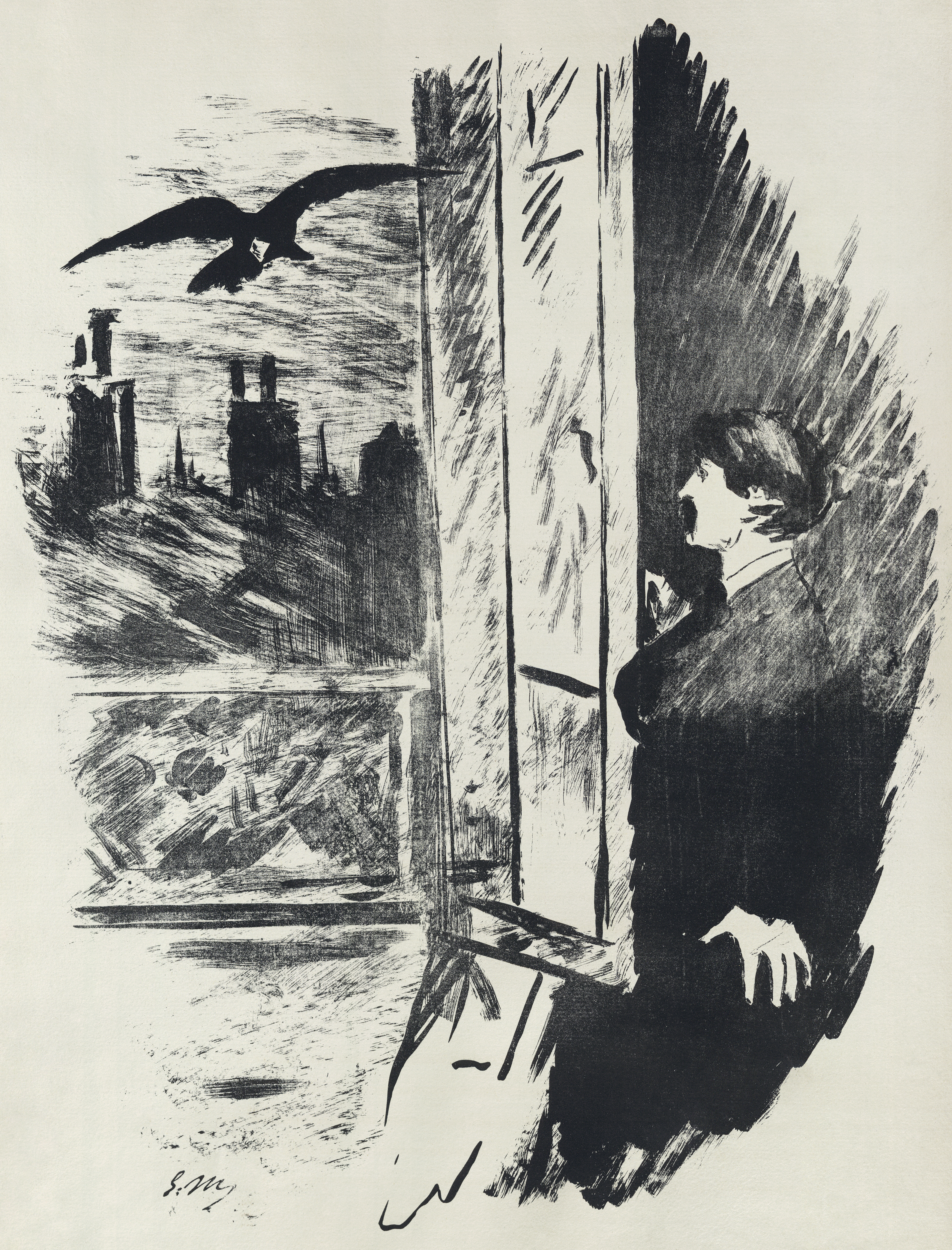
Эдуард Мане, The Raven (1875)
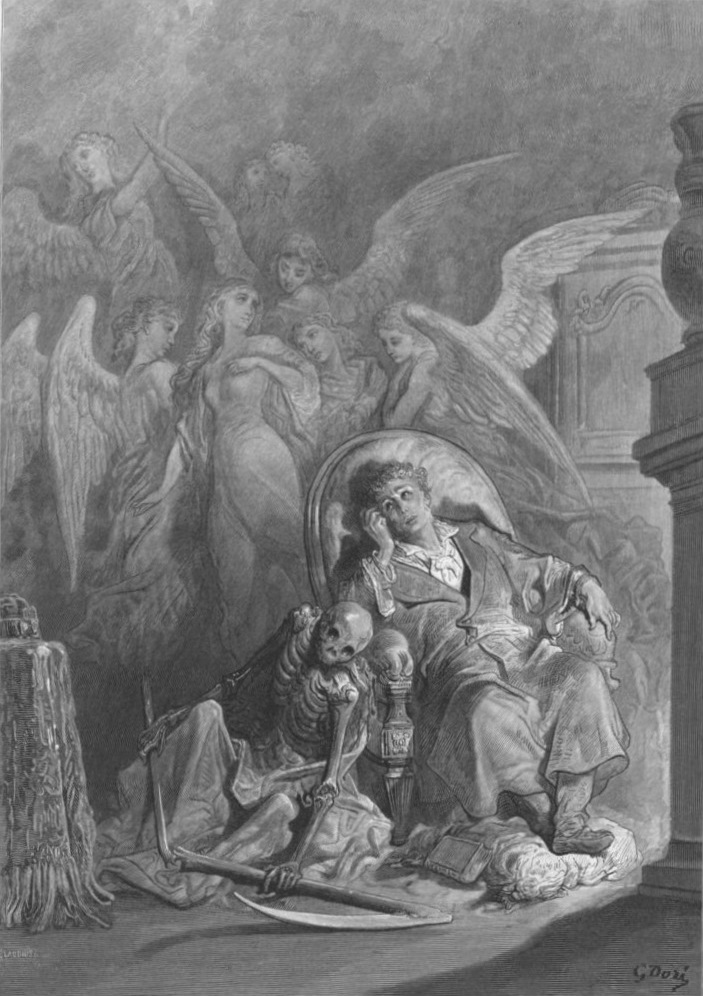
Гюстав Доре, The Raven (1884)
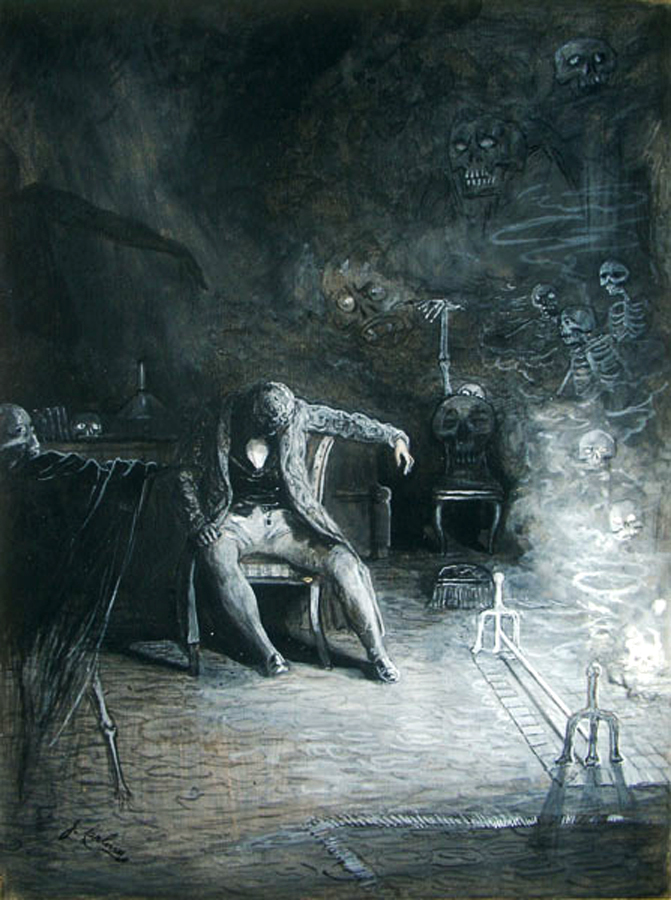
Джеймс Карлинг[англ.], The Raven (1884)
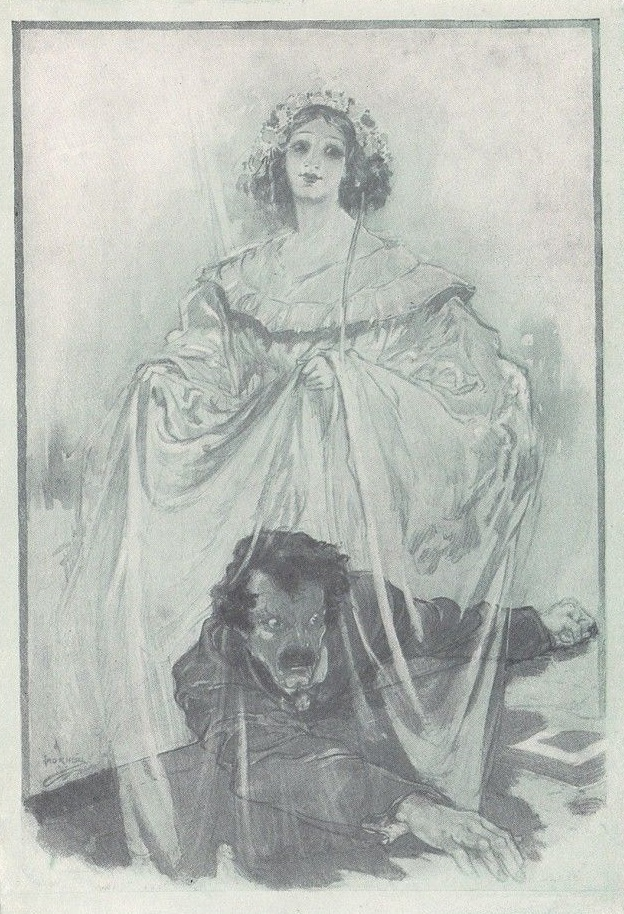
Джон Нил, The Raven and Other Poems (1910)

## Культурное влияние

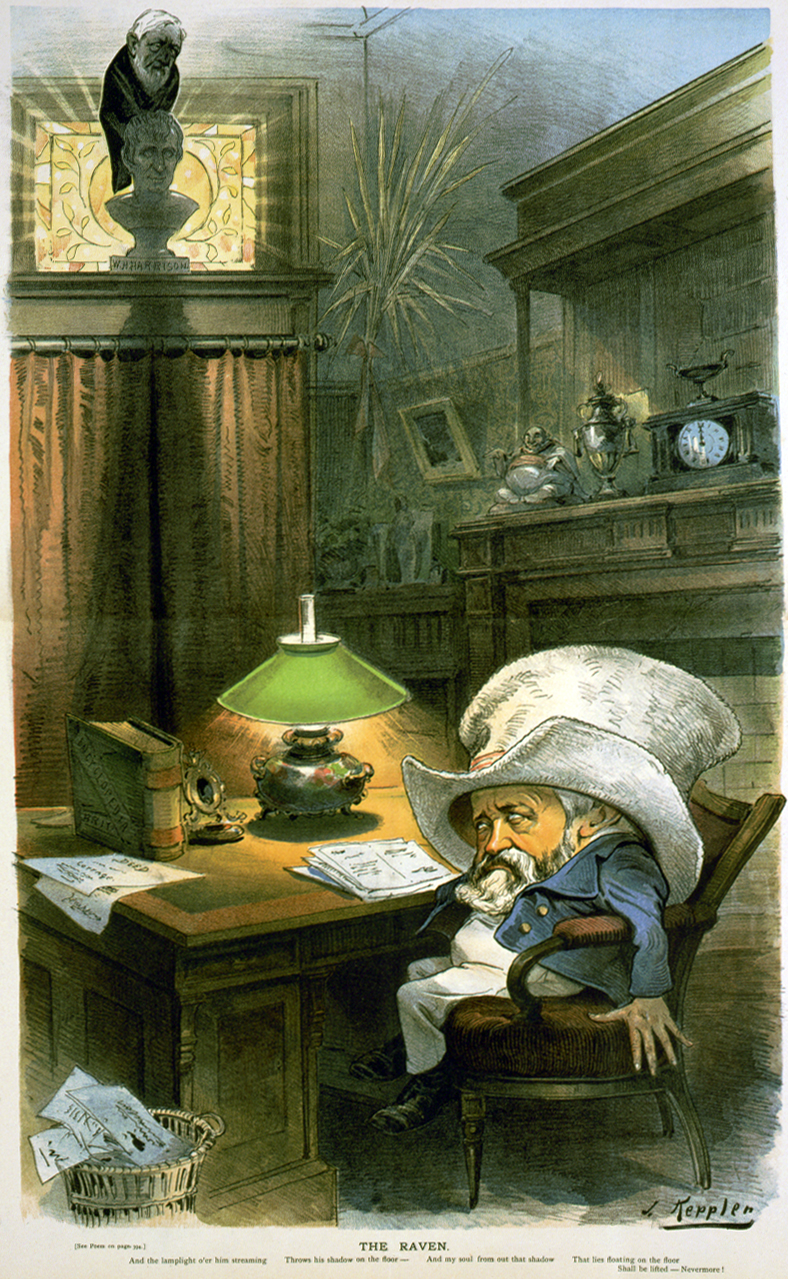
Политическая карикатура 1890 года, изображающая госсекретаря Джеймса Блейна (ворон), смотрящего на президента Бенджамина Гаррисона

«Ворон» Эдгара По, ставший литературной сенсацией практически сразу после своей публикации в 1845 году, довольно быстро приобрёл статус культурного феномена. В течение нескольких лет после представления его широкой публике он стал одним из самых цитируемых и пародируемых поэтических произведений в американской литературе. По достиг своей цели и сумел создать произведение, которое оценили как читатели, так и критики, некоторые из которых назвали «Ворона» лучшим стихотворением во всей истории литературы. В силу этих причин интерес к нему не угасал всё последующее время, отсылки и упоминания в современной массовой культуре продолжают появляться и в наши дни.
Влияние «Ворона» испытали многие известные писатели, ссылавшиеся тем или иным образом на стихотворение в своих произведениях, среди которых «Лолита» Владимира Набокова, «Еврейская птица» Бернарда Маламуда, «Попугай, который знал Папу» Рэя Брэдбери, «Бессонница» Стивена Кинга, «Американские боги» Нила Геймана, «Ошибка вышла» Владимира Высоцкого, «Ответ» Егора Самченко и другие. Подходом По к написанию стихотворения были вдохновлены некоторые французские символисты, в частности Шарль Бодлер.
Связь с «Вороном» прослеживается и в некоторых музыкальных произведениях, классических и популярных. Так, выдвигалось предположение, что своё «Болеро» Морис Равель написал под впечатлением от «Философии творчества» — эссе, непосредственно связанного со стихотворением. Финский композитор Ян Сибелиус работал над произведением по «Ворону», которое не завершил. Однако сама атмосфера стихотворения, подкреплённая сохранившимися черновиками, легла в основу его «Симфонии № 4». Песни, вдохновлённые «Вороном», есть у множества коллективов и исполнителей, среди которых Queen, Grateful Dead, The Alan Parsons Project, Tristania, Omnia. The Raven — концептуальный альбом по творчеству Эдгара По, который в 2003 году выпустил Лу Рид, содержит одноимённую композицию, вдохновлённую стихотворением писателя.
Темой «Ворона» навеяна картина Поля Гогена «Больше никогда» (1897).

Эмблема «Балтимор Рэйвенс»

Первый раз «Ворон» был адаптирован для кино в 1915 году в немом фильме The Raven, который представлял собой художественную интерпретацию биографии По. Само стихотворение было представлено в виде видения писателя, которого сыграл Генри Вольтхолл. В дальнейшем сам сюжет стихотворения практически не экранизировался, однако отсылки к «Ворону» продолжают встречаться в кинематографе. Существует несколько фильмов об Эдгаре По, которые названы в честь знаменитого стихотворения, в частности картины 1935 и 1963 года, в первой из которых сыграли легенды жанра ужасов Борис Карлофф и Бела Лугоши, а во второй — Винсент Прайс и Петер Лорре. Пародия на «Ворона» содержится в эпизоде «Дом ужасов» мультсериала «Симпсоны»: само стихотворение читал актёр Джеймс Эрл Джонс.
Команда Национальной футбольной лиги из Балтимора «Рэйвенс» была названа в честь стихотворения По, который жил в городе продолжительное время. Маскотами команды являются три ворона по имени Эдгар, Аллан и По, и в течение многих лет её домашние матчи всегда начинаются с цитирования фрагмента стихотворения, который заканчивается словом «nevermore».